# Daniel Gottfried Werner
Daniel Gottfried Werner (* 2. Februar 1695 in Eisenberg; † nach 1752) war ein deutscher Schulmann und evangelischer Theologe.

## Leben
Nach dem Besuch des Gymnasiums von Eisenberg studierte Werner an der Universität Jena die Fächer Theologie und Philosophie. Er wurde am 10. Dezember 1718 promoviert und anschließend als Adjunkt in die Philosophische Fakultät der Universität aufgenommen. 1725 war er in Jena Direktor der akademischen Vereinigung Societas Exquirentium (Gesellschaft der Aussuchenden oder Wählenden) geworden, die bis 1728 bestanden und es sich zur Aufgabe gemacht hatte, in der wissenschaftlichen Literatur gleichsam die Spreu vom Weizen zu trennen.
1728 übernahm er den frei gewordenen Posten des Rektors am Collegium Groeningianum in Stargard in Hinterpommern. Er war dort Professor für Theologie und für  hebräische Sprache. Werner verfasste in lateinischer Sprache eine Reihe von Schriften meist philosophischen und theologischen Inhalts. Seit 1744 wirkte er in Stargard zugleich als Pfarrer an der St.-Johannis-Kirche.

## Werke (Auswahl)
- Hundertjähriges Ehren-Gedächtnis Herrn Peter Grönings. 1733.
- De antiquissimis Pomeraniae colonis. 1739.
- Anhänge zu[7] Jodocus Andreas Hiltebrandt: Verzeichnis der Hirten Gottes usw. der Stadt Neu-Stargard an der Ihna, in den beiden Oberständen, von anno 1524–1724. Alten Stettin 1724.